# Napoléon Laisné

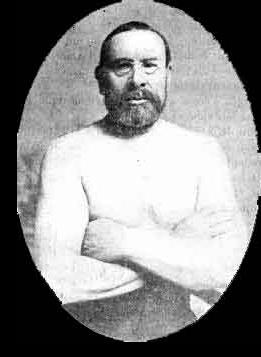
Napoléon Laisné, um 1883

Napoléon Alexandre Laisné (* 11. September 1810 in Paris; † 18. Mai 1896 ebenda) war ein französischer Unteroffizier, Sportsoldat und Turnsportler, Sportpädagoge sowie Pionier der Heilgymnastik.

## Leben
Laisné beschritt anfangs eine Militärlaufbahn in der französischen Armee. 1831 leitete er als Unteroffizier die Turnhalle seines Regiments in Metz, Lothringen. Im folgenden Jahr übte er dieselben Funktionen in Regimentern in Lyon und Montpellier aus. Mit dem Obersten Francisco Amorós, dem französischen Pionier der Leibeserziehung, dessen Schüler er war, ging er nach Paris. Auf dessen Wunsch wurde er ins dortige Militärgymnasium, dem Gymnase militaire de Paris, abkommandiert, wo er bis zu dessen Schließung am 1. Januar 1838 Turnen unterrichtete. 1840 hatte er seine Tätigkeit als Turnlehrer ausgeweitet, indem er an fünf Turnhallen der Stadt sowie in einer Blindenanstalt Gymnastikunterricht gab. 1842 gründete er einen Turnkurs und eine Turnhalle am Lycée von Versailles. 1845 wurde er von dem französischen Kultusministerium unter Narcisse-Achille de Salvandy um Vorschläge zum Problem fehlenden Turnunterrichts an Schulen und Hochschulen Frankreichs gebeten. 1846 gründete er die Turnhalle der École polytechnique, der führenden technisch-naturwissenschaftlichen Militärschule Frankreichs.
1847 wurde er auserwählt, einen Turnunterricht im Pariser Hôpital des Enfants malades aufzubauen. 1849 beteiligte er sich an der Einführung der Gymnastik am Hôpital de la Salpêtrière. 1853 baute er dort noch eine weitere Turnhalle auf. Ebenso half er 1854 und 1861 bei der Errichtung heilgymnastischer Einrichtungen an den Krankenhäusern Bicêtre und Enfants Assistés.
Seinen Tätigkeitsbereich als Sportlehrer konnte er 1852 beträchtlich erweitern, indem er den Obersten Charles d’Argy ab 1852 darin unterstützte, die Militärsportschule Joinville aufzubauen. Dort war er als Speziallehrer für das Turnen beschäftigt.
Laisné wurde Beamter der Stadt Paris, die ihn ab 1848 als Turn- und Gymnastiklehrer dauerhaft an Pariser Krankenhäusern anstellte. Sie ernannte ihn zum Leiter des Gymnasiums am Hôpital des Enfants malades und zahlte ihm dafür ein Jahresgehalt von 2000 Francs.
Über seinen Freund Charles d’Argy nahm er Einfluss auf schulpolitische Erörterungen einer Fachkommission im Pariser Kultusministerium. 1868 forderte er in einer Schrift die Gründung von Sportschulen in Frankreich. Am 1. Oktober 1876 wurde er zum Turnlehrer des Lehrerseminars École normale premaire d’instituteurs de la Seine ernannt.
Zwischen 1849 und 1895 veröffentlichte Laisné eine Reihe von Schriften zur Gymnastik, in denen er versuchte, alle Aspekte zeitgenössischer Gymnastik abzudecken. Seine verschiedenen Tätigkeiten und Schriften hatten erheblichen Einfluss auf die Institutionalisierung des Turnens und der Gymnastik in Frankreich.

## Schriften (Auswahl)
- Gymnastique pratique, contenant la description des exercices, la construction et le prix des machines, et des chants spéciaux inédits. Ouvrage destiné aux familles, aux établissements d’éducation, aux corps militaires. 1850 (Digitalisat).
- Gymnastique des demoiselles, ouvrage destiné aux mères de famille. 1854.
- Applications de la gymnastique à la guérison de quelques maladies, avec observations sur l’enseignement actuel de la gymnastique. 1865.
- Traité élémentaire de gymnastique classique avec chants notés à l’usage des enfants des deux sexes (pour toutes les maisons d’éducation, ainsi que les mères de familles). 1867 (Digitalisat).
- Du massage, des frictions et manipulations appliqués à la guérison de quelques maladie. 1868.
- Observations sur l’enseignement actuel de la gymnastique civil et militaire. 1870.
- Notions pratiques sur les exercices du corps, appliqués aux différents ages observations succinctes concernant l’art de fortifier, d’entretenir ou de rétablir la santé par les exercices avec quelques documents sur la gymnastique militaire. 1875 (Digitalisat).
- Dictionaire de gymnastique. Comprenant les termes relatifs à cet art. 1882 (Digitalisat).